# Omloop Het Nieuwsblad de 2020
A 75.ª edição da clássica ciclista Omloop Het Nieuwsblad será uma corrida na Bélgica que celebrar-se-á a 29 de fevereiro de 2020. A corrida dá começo à temporada de clássicas de pavé sobre um percurso de 200 quilómetros com início na cidade de Gante e final no município de Ninove.
A corrida faz parte do UCI WorldTour de 2020, calendário ciclístico de máximo nível mundial, sendo a quarta corrida de dito circuito.

## Percorrido
A saída encontra-se na cidade de Gante e final no município de Ninove na província de Flandres Oriental sobre uma distância de 200 quilómetros. O percurso incluiu 9 trechos planos de pavé e 13 muros, alguns deles com zonas empredadas:
| Muros  |                       |       |         |                 |                    |                     |
| Número | Nome                  | Km    | Tipo    | Comprimento (m) | Pendente média (%) | Pendente máxima (%) |
| ------ | --------------------- | ----- | ------- | --------------- | ------------------ | ------------------- |
| 1      | Leberg                | 41.9  | asfalto | 950             | 4,2%               | 13,8%               |
| 2      | Den Ast               | 75,6  | asfalto | 450             | 5.5%               | 11%                 |
| 3      | Katteberg             | 101,4 | asfalto | 750             | 6%                 | 11%                 |
| 4      | Leberg                | 111   | asfalto | 950             | 4,2%               | 13,8%               |
| 5      | Rekelberg             | 126   | asfalto | 800             | 4%                 | 9%                  |
| 6      | Valkenberg            | 134   | asfalto | 540             | 8,1%               | 12,8%               |
| 7      | Wolvenberg            | 145,2 | pavé    | 645             | 7,9%               | 17,3%               |
| 8      | Molenberg             | 157,5 | pavé    | 463             | 7%                 | 14,2%               |
| 9      | Leberg                | 165   | asfalto | 950             | 4,2%               | 13,8%               |
| 10     | Berendries            | 169   | asfalto | 940             | 7%                 | 12,3%               |
| 11     | Elverenberg-Vossenhol | 171,5 | asfalto | 1268            | 3,6%               | 9%                  |
| 12     | Muur-Kapelmuur        | 183,3 | pavé    | 475             | 9.3%               | 19,8%               |
| 13     | Bosberg               | 187,2 | pavé    | 980             | 5,8%               | 11%                 |

| Trechos de pavé |              |       |                 |
| Número          | Nome         | Km    | Comprimento (m) |
| --------------- | ------------ | ----- | --------------- |
| 1               | Haaghoek     | 38,9  | 2000            |
| 2               | Huisepontweg | 69,9  | 1800            |
| 3               | Holleweg     | 102,1 | 1500            |
| 4               | Haaghoek     | 107,8 | 2000            |
| 5               | Paddestraat  | 117   | 2300            |
| 6               | Ruiterstraat | 145,4 | 800             |
| 7               | Kerkgate     | 148,6 | 1030            |
| 8               | Jagerij      | 151,2 | 800             |
| 9               | Haaghoek     | 162   | 2000            |

## Equipas participantes
Tomarão parte na corrida 22 equipas: 19 de categoria UCI WorldTeam; e 3 de categoria Profissional Continental. Formando assim um pelotão de 154 ciclistas dos que acabaram XXX. As equipas participantes foram:
| Equipes WorldTeam (19)- AG2R La Mondiale - Astana - Bahrain McLaren - Bora-Hansgrohe - CCC Team - Cofidis - Deceuninck-Quick Step - EF Pro Cycling - Groupama-FDJ - Israel Start-Up Nation - Lotto Soudal - Mitchelton-Scott - Movistar Team - NTT Pro Cycling - Ineos - Jumbo-Visma - Team Sunweb - Trek-Segafredo - UAE Team Emirates Equipes ProTeam (6)- Alpecin-Fenix - Total Direct Énergie - Arkéa-Samsic - Circus-Wanty Gobert - Bingoal-Wallonie Bruxelles - Sport Vlaanderen-Baloise |
| |

## Classificações finais
- As classificações finalizaram da seguinte forma:[4]

### Classificação geral
| \| Classificação geral \| Classificação geral \| Classificação geral \| Classificação geral \| Classificação geral \| \| Ciclista \| Ciclista \| Equipe \| Tempo \| \| \| ------------------- \| -------------------- \| --------------------- \| ------------------- \| ------------------- \| \| 1. \| Jasper Stuyven \| Trek-Segafredo \| 5h03m24s \| \| \| 2. \| Yves Lampaert \| Deceuninck-Quick Step \| + 0s \| \| \| 3. \| Søren Kragh Andersen \| Team Sunweb \| + 6s \| \| \| 4. \| Matteo Trentin \| CCC Team \| + 39s \| \| \| 5. \| Tim Declercq \| Deceuninck-Quick Step \| + 1m28s \| \| \| 6. \| Mike Teunissen \| Jumbo-Visma \| + 1m28s \| \| \| 7. \| Oliver Naesen \| AG2R La Mondiale \| + 1m28s \| \| \| 8. \| Philippe Gilbert \| Lotto-Soudal \| + 1m28s \| \| \| 9. \| Stefan Küng \| Groupama-FDJ \| + 1m28s \| \| \| 10. \| Florian Sénéchal \| Deceuninck-Quick Step \| + 1m28s \| \| |                      |                       |          |
| |                      |                       |          |
| Fonte: ProCyclingStats |                      |                       |          |
| Classificação geral |                      |                       |          |
| Ciclista | Ciclista             | Equipe                | Tempo    |
| 1. | Jasper Stuyven       | Trek-Segafredo        | 5h03m24s |
| 2. | Yves Lampaert        | Deceuninck-Quick Step | + 0s     |
| 3. | Søren Kragh Andersen | Team Sunweb           | + 6s     |
| 4. | Matteo Trentin       | CCC Team              | + 39s    |
| 5. | Tim Declercq         | Deceuninck-Quick Step | + 1m28s  |
| 6. | Mike Teunissen       | Jumbo-Visma           | + 1m28s  |
| 7. | Oliver Naesen        | AG2R La Mondiale      | + 1m28s  |
| 8. | Philippe Gilbert     | Lotto-Soudal          | + 1m28s  |
| 9. | Stefan Küng          | Groupama-FDJ          | + 1m28s  |
| 10. | Florian Sénéchal     | Deceuninck-Quick Step | + 1m28s  |

## UCI World Ranking
A Omloop Het Nieuwsblad outorgará pontos para o UCI World Ranking para corredores das equipas nas categorias UCI WorldTeam, Profissional Continental e Equipas Continentais.  A seguinte tabela são o barómetro de pontuação e os corredores que obtiveram pontos:
| Posição   | 1.º | 2.º | 3.º | 4.º | 5.º | 6.º | 7.º | 8.º | 9.º | 10.º |
| Pontuação | 300 | 250 | 215 | 175 | 120 | 115 | 95  | 75  | 60  | 50   |

| Classificação |          |        |        |
| Posição       | Ciclista | Equipa | Pontos |
| ------------- | -------- | ------ | ------ |
| 1.º           |          |        | 300    |
| 2.º           |          |        | 250    |
| 3.º           |          |        | 215    |
| 4.º           |          |        | 175    |
| 5.º           |          |        | 120    |
| 6.º           |          |        | 115    |
| 7.º           |          |        | 95     |
| 8.º           |          |        | 75     |
| 9.º           |          |        | 60     |
| 10.º          |          |        | 50     |